# Le Pertuis
Le Pertuis (okzitanisch: Lo Pertús) ist eine französische Gemeinde mit 542 Einwohnern (Stand: 1. Januar 2022) im Département Haute-Loire in der Region Auvergne-Rhône-Alpes; sie gehört zum Arrondissement Le Puy-en-Velay und zum Kanton Emblavez-et-Meygal. Die Einwohner werden Pertuisiens genannt.

## Geographie
le Pertuis liegt etwa 15 Kilometer ostnordöstlich von Le Puy-en-Velay in der Landschaft Velay.

### Nachbargemeinden
Umgeben wird Le Pertuis von den Nachbargemeinden Saint-Julien-du-Pinet im Norden, Bessamorel im Nordosten, Yssingeaux im Osten und Nordosten, Queyrières im Südosten, Saint-Hostien im Süden sowie Rosières im Westen und Nordwesten.

## Bevölkerungsentwicklung
| Jahr                       | 1962 | 1968 | 1975 | 1982 | 1990 | 1999 | 2006 | 2017 |
| Einwohner                  | 437  | 419  | 413  | 347  | 327  | 375  | 410  | 455  |
| Quellen: Cassini und INSEE |      |      |      |      |      |      |      |      |

## Verkehr
Durch die Gemeinde verläuft die Route nationale 88.

## Sehenswürdigkeiten
- Kirche Saint-Barthélemy, 1844 erbaut